# Nan Hoover
Nan Hoover (New York, 12 mei 1931 - Berlijn, 9 juni 2008) was een kunstenares die lange tijd in Nederland werkzaam is geweest.

## Biografie
Hoover volgde een studie aan de Cocoran Gallery School of Art in Washington D.C., waarna ze begon als schilder en beeldend kunstenaar, voornamelijk in de performancerichting. In 1969 verhuisde ze naar Amsterdam waar ze de fotografie en videokunst leerde kennen. Dit was de kunstrichting waar ze zich van het midden van de jaren zeventig het meest op toelegde en die haar ook tot een internationaal bekende kunstenares heeft gemaakt.
Hoover nam verder deel aan de kunstevenementen documenta 6 en 8 en aan de Biënnale van Venetië. In 1987/1988 werd ze benoemd tot professor op de afdeling Video en Performance aan de Kunstacademie Düsseldorf, waarmee ze de opvolger werd van Nam June Paik. Ze heeft ook in de filmkunst enkele bijdragen geleverd.
Nan Hoover was enige tijd gehuwd met de kunstenaar Richard Hefti.
Vanaf 2005 woonde en werkte Hoover in Gartenstadt Atlantic in Berlijn, waar ze in 2008 overleed.

## Werken

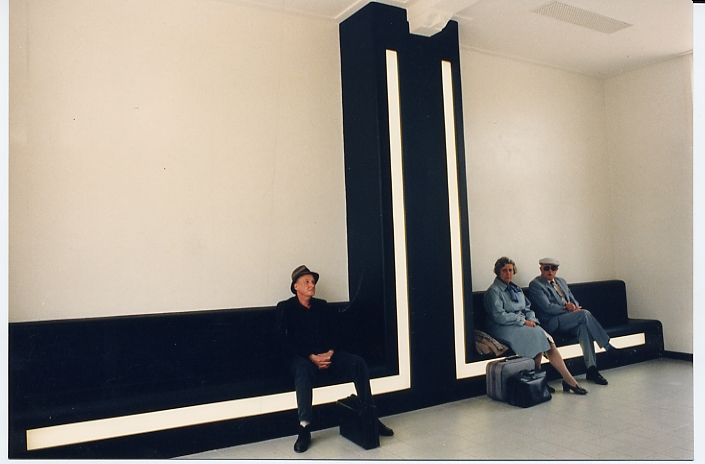
De L's (1990) in de voormalige wachtkamer van Station Hardenberg

Kunstwerken van Hoover zijn in verscheidene musea te vinden, waaronder het Museum of Modern Art in New York en het Stedelijk Museum in Amsterdam. In 1990 werkte Nan Hoover mee aan het kunstproject Kunstlijn langs de spoorlijn Zwolle-Emmen. Hiervoor ontwierp ze in de wachtkamer van station Hardenberg twee zwarte banken, voorzien van neonlicht, in een L-vorm, die met de ruggen tegen elkaar staan, genaamd De L's. Dit is nu onderdeel van de kunstroute "Kunstwegen".

## Lichtinstallaties en performances

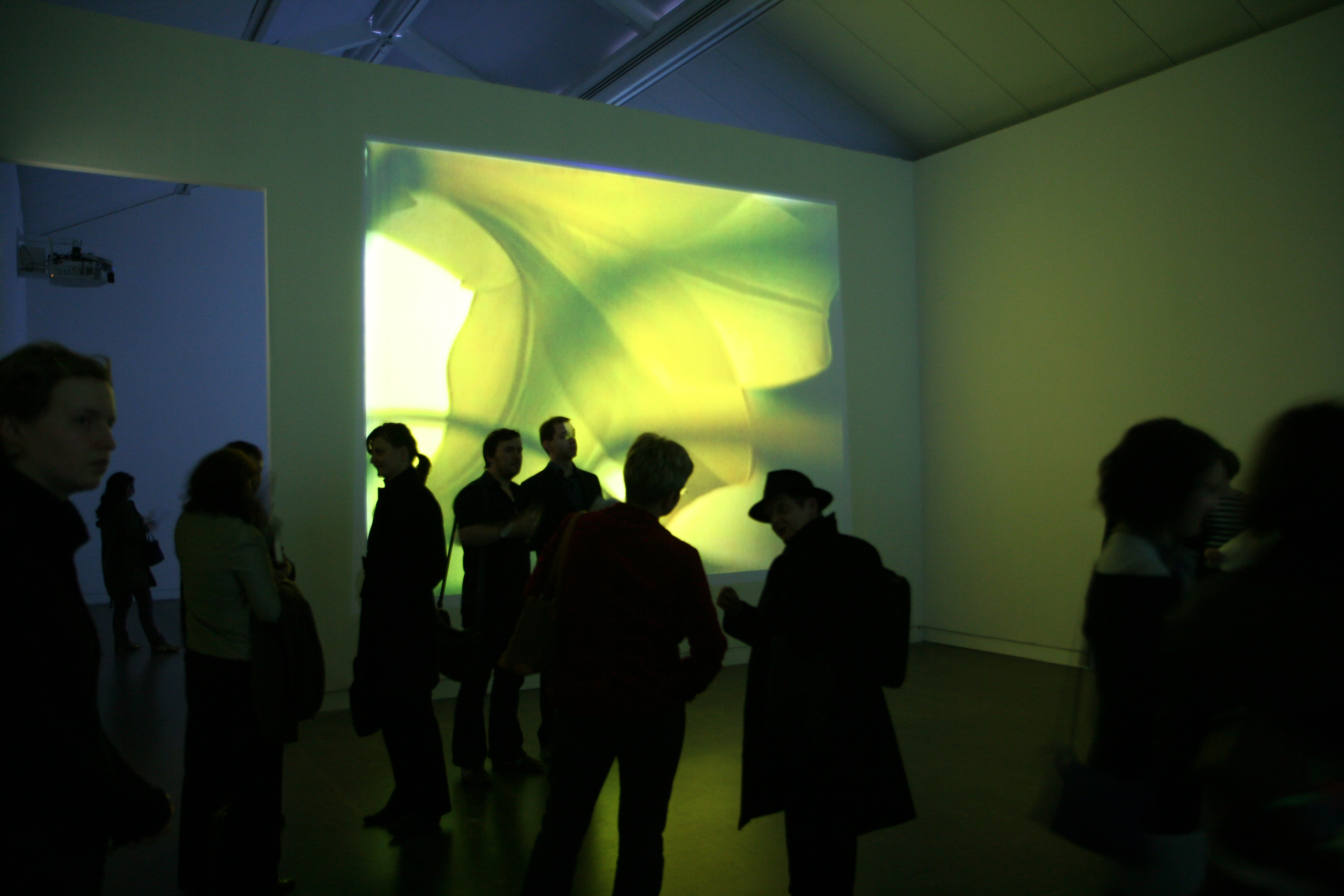
Flora (1985), hier in Centre for Contemporary Arts in Glasgow (2007)

- 1974: Ku'damm Performance, Berlin, DE
- 1975: (without title), American Hotel, Amsterdam, NL
- 1975: Light dissolves
- 1975: Light dissolves No. 2
- 1975: Light pieces
- 1975: Movements in light
- 1976: Silence, Studiogalerie, Berlin, DE
- 1976: Light Shapes, De Appel, Amsterdam, NL
- 1977: Light poles
- 1977: Light Composition, Martinikerk, Zomermanifestatie, NL
- 1977: Body in Landscape, Kunstverein Frankfurt, DE
- 1977: Movement in light
- 1977: Minutes of the meeting
- 1977: Landscapes
- 1977: Enclosures
- 1977: Body light
- 1977: Close up
- 1977: Details No. 1
- 1978: Details
- 1978: Impressions
- 1978: Direction of white walls
- 1978/1979: Lapses
- 1978: On the Edge of Light, Filkingen, Stockholm, SE
- 1978: Movement in Dark, Galerie Waalkens, Finsterwolde, NL
- 1978: Light News, Anna Canepa, New York, US, with Sam Schoenbaum
- 1978: High Performance, Los Angeles, US
- 1978: Véhicule, Montreal, CA
- 1979: Waiting
- 1979: Progressions, Video im Abendland, Kölnischer Kunstverein, Cologne, DE
- 1980: Solitude
- 1980: Color pieces
- 1980: Primary colors
- 1981: Projections
- 1981: Doors, Neuer Berliner Kunstverein, Berlin, DE
- 1981: Through Dark Shadows, Heidelberger Kunstverein, Heidelberg, DE
- 1982: Intercept the Rays, Kunstzaal Markt 17, Enschede, NL
- 1983: Overlap
- 1983: Landscape
- 1983: Three pieces
- 1984: Half sleep
- 1984: Eye watching
- 1984: Returning to Fuji
- 1985: Waiting
- 1985: Flora
- 1985: Desert
- 1985: Walking in any Direction, Long Beach Museum of Art, US
- 1985: Extensions of Light, San Francisco Art Institute, US
- 1986: Doors
- 1986: Watching out - A trilogy
- 1986: Reflections
- 1987: Light Composition, Documenta 8, Kassel, DE
- 1988: Blue Mountains - Australia
- 1989: Wigry - Poland
- 1991: Trondheim - Norway
- 1993: Light for Richard, Zoetermeer, NL
- 1995: Movement in Light, Performance Festival, Kunstakademie Düsseldorf, DE
- 1995: Movement from either direction, Kunst- und Ausstellungshalle der Bundesrepublik Deutschland, Bonn, DE
- 2002: La luna
- 2003: The corner
- 2008: Desert, during the National Review of Live Arts at 'Tramway', Glasgow, UK
- 2008 Some Times with Bill Viola, Salzburg Museum der Moderne Kunst